# دان لین
دان لِـین (انگلیسی: Don Lane؛ ۱۳ نوامبر ۱۹۳۳ – ۲۲ اکتبر ۲۰۰۹) مجری تلویزیون، بازیگر، خواننده و گزارشگرِ ورزشیِ آمریکایی‌الاصل اهل استرالیا بود.
او مجری و میزبانِ برنامهٔ تلویزیونی «شوی دان لِین» بود که از سال ۱۹۷۵ تا ۱۹۸۳ میلادی از «شبکه نُه» پخش شد.